# 茨城県道185号繁昌潮来線

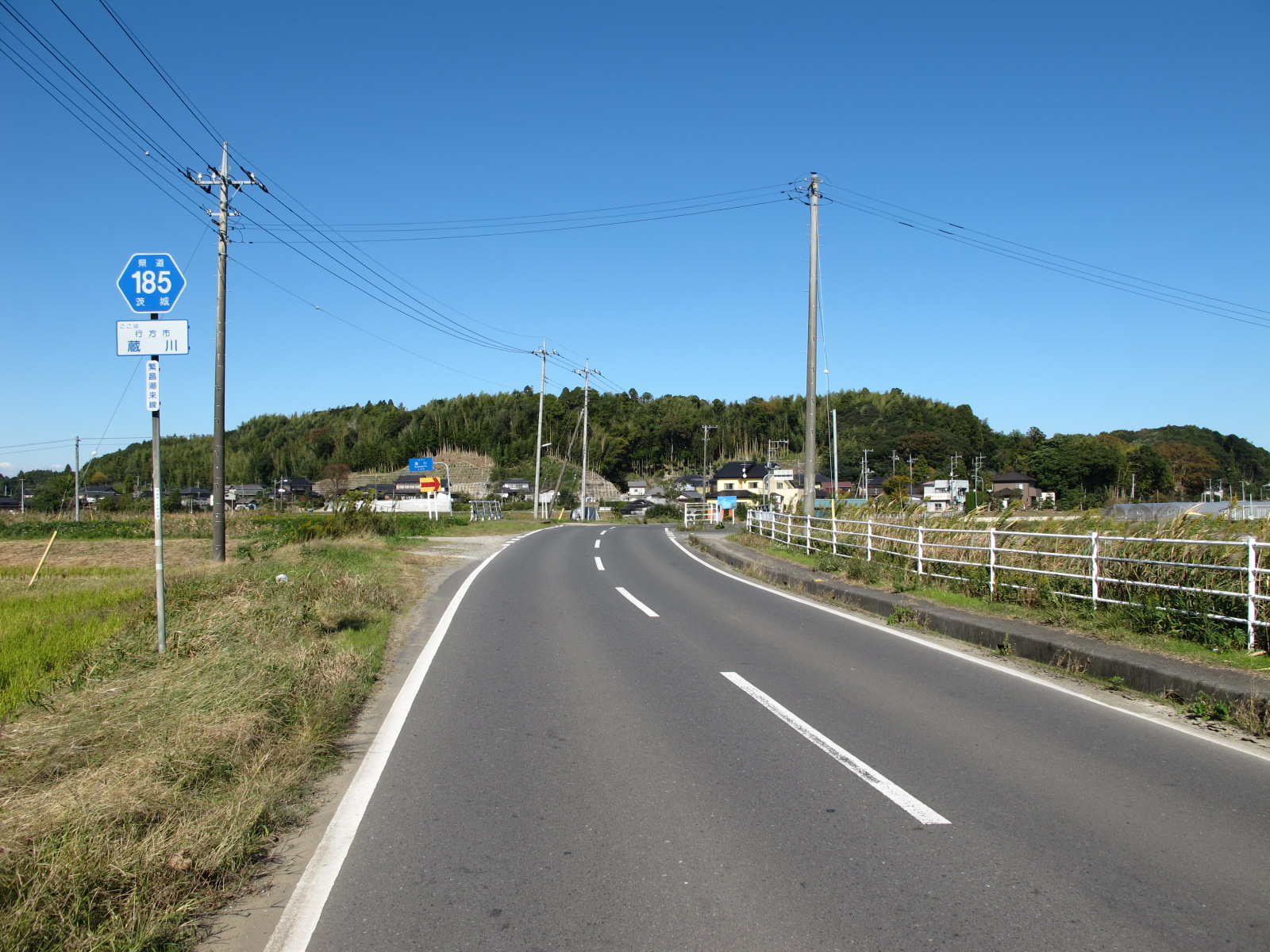
茨城県道185号繁昌潮来線
行方市蔵川（2010年11月）

茨城県道185号繁昌潮来線（いばらきけんどう185ごう はんじょういたこせん）は、茨城県行方市繁昌から潮来市に至る一般県道である。

## 概要
- 起点：茨城県行方市繁昌（茨城県道2号水戸鉾田佐原線交点）[1]
- 終点：潮来市堀之内字大台前谷628番2地先（国道355号牛堀麻生バイパス交点）[2]
- 総延長：14.377 km[3]
- 重用延長：0.061 km[3]
- 未供用延長：なし[3]
- 実延長：14.316 km[3]
- 自動車交通不能区間延長[注釈 1]：なし[3]

## 歴史
1959年（昭和34年）10月14日、新たな県道として行方郡北浦村大字繁昌を起点とし、行方郡麻生町を経由して行方郡牛堀町とする区間を本路線とする県道繁昌牛堀線として茨城県が県道路線認定した。
1995年（平成7年）に整理番号185となり、2001年（平成13年）には平成の大合併により、牛堀町が合併消滅して潮来市と改称していたことから県道繁昌潮来線に改称している。

### 年表
- 1923年（大正12年）4月1日：現在の路線の前身である香澄鉾田線が路線認定される。
- 1959年（昭和34年）10月14日
  - 繁昌牛堀線（図面対照番号192）として路線認定される[4]。
  - 道路の区域は、行方郡北浦村大字繁昌の主要地方道水戸鉾田佐原線分岐から行方郡牛堀町大字牛堀の二級国道千葉水戸線（旧道国道51号、現在の県道竜ヶ崎潮来線にあたる）交点までと決定される[1]。
- 1969年（昭和44年）8月25日：行方郡牛堀町大字堀之内の狭隘路（最小幅員4.0 m、延長552 m）を改良[5]。
- 1970年（昭和45年）6月25日：行方郡麻生町大字岡、大字矢幡の狭隘道路（最少幅員4.0 m、のべ180 m）を道路改良、供用開始[6]。
- 1971年（昭和46年）10月4日：行方郡麻生町大字矢幡の狭隘路（最小幅員3.6 m、矢幡郵便局付近）を線形改良道路（480 m）へ付け替え供用開始[7]。
- 1972年（昭和47年）6月1日：行方郡麻生町大字矢幡 - 同郡牛堀町大字茂木の狭隘路（最小幅員3.0 m）を2車線化道路改良バイパス（466 m）へ付け替え供用開始[8]。
- 1979年（昭和54年）6月1日：行方郡牛堀町大字茂木地内（三熊神社付近）の道路改良バイパス路（約0.9 km）を供用開始[9]。
- 1981年（昭和56年）6月22日：行方郡潮来町大字大生 - 同町大字筑地の道路改良バイパス路（約0.5 km）を供用開始[10]。
- 1982年（昭和57年）6月17日：行方郡牛堀町大字茂木地内の現道（1.055 km）を2車線化改良供用開始[11]。
- 1982年（昭和57年）9月16日：行方郡麻生町大字矢幡地内の現道（1.24 km）を2車線化改良工事区域を指定[12]。
- 1994年（平成6年）12月12日：行方郡麻生町大字矢幡地内のバイパス道路を新設する道路区域（470 m）が決定する[13]。
- 1995年（平成7年）3月30日：整理番号249から現在の番号（整理番号185）に変更される[14]。
- 2001年（平成13年）4月1日：繁昌牛堀線から現在の路線名である繁昌潮来線に改称[15]。
- 2002年（平成14年）1月15日：行方郡麻生町大字矢幡地内の旧道（635 m）が県道指定解除により町道降格する[16]。
- 2008年（平成20年）4月1日：行方市根小屋 - 潮来市茂木の区間を、通行する車両の最大重量限度25トンの道路に指定[17]。
- 2020年（令和2年）7月6日：潮来市堀之内（国道355号牛堀麻生バイパス交点） - 潮来市牛堀（県道5号交点）の1.577 kmの県道指定を解除し、潮来市へ移管[2]。終点が国道355号牛堀麻生バイパス交点に変更になる。

## 路線状況
道路法の規定に基づき、潮来市根小屋（一般県道荒井行方線交差） - 潮来市牛堀（山下交差点）間は、緊急輸送道路として機能を維持するため、災害発生時の被害拡大防止を目的に道路用地内に電柱を建てることが制限されている。

### 重複区間
- 茨城県道186号荒井行方線（行方市根小屋地内：約0.5km）

### 道路施設
- 雁通川橋（行方市根小屋 - 矢幡）

## 地理

### 通過する自治体
- 茨城県
  - 行方市 - 潮来市

### 交差する道路
- 茨城県道2号水戸鉾田佐原線（行方市繁昌 起点・津澄小前交差点）
- 茨城県道186号荒井行方線（行方市根小屋）
- 茨城県道187号矢幡潮来線（行方市矢幡 矢幡交差点）
- 茨城県道50号水戸神栖線（潮来市茂木）
- 国道355号牛堀麻生バイパス（潮来市堀之内、同市牛堀）
- 国道51号（潮来市牛堀 山下交差点）
- 茨城県道5号竜ヶ崎潮来線（潮来市牛堀）

### 沿線
- 北浦
- 矢幡郵便局（行方市矢幡）
- ジェイゴルフ霞ケ浦（潮来市茂木）